# Viktoriya Zeynep Güneş
Viktoriya Zeynep Güneş (nacida Viktoria Solnceva; en ucraniano: Вікторія Солнцева; Poltava, Ucrania, 19 de junio de 1998) es una nadadora olímpica turca, nacida en Ucrania especialista en el estilo braza y estilo combinado. Participó en los Juegos Olímpicos de Tokio 2020 y en Río de Janeiro 2016.
En el año 2015 consiguió la medalla de bronce en los 100 metros braza y la de bronce en los 200 metros braza durante los Campeonato Europeo de Natación en Piscina Corta celebrados en Netanya, Israel.
En 2021, durante el Campeonato Europeo de Natación en Piscina Corta se proclamó campeona de Europa en la prueba de 400 metros estilos con un tiempo de 4:30:45.

## Palmarés internacional
| Campeonato Europeo de Natación en Piscina Corta | Campeonato Europeo de Natación en Piscina Corta | Campeonato Europeo de Natación en Piscina Corta | Campeonato Europeo de Natación en Piscina Corta |
| Año                                             | Lugar                                           | Medalla                                         | Prueba                                          |
| ----------------------------------------------- | ----------------------------------------------- | ----------------------------------------------- | ----------------------------------------------- |
| 2021                                            | Kazán ( Rusia)                                  | Medalla de oro                                  | 400 m estilos                                   |
| 2015                                            | Netanya ( Israel)                               | Medalla de plata                                | 100 braza                                       |
| 2015                                            | Netanya ( Israel)                               | Medalla de bronce                               | 200 braza                                       |